# 794 TCN
794 TCN là một năm trong lịch La Mã.